# Homeless Brother
Homeless Brother è il quinto album in studio del cantautore statunitense Don McLean.
Si tratta di un album folk, strutturato come una raccolta di canzoni incentrate su temi come la povertà e l’indigenza.

## Tracce
Tutti i brani sono composti da Don McLean, eccetto dove segnato il nome dell’autore in parentesi.
Lato A
1. "Winter Has Me in Its Grip"
2. "La La Love You"
3. "Homeless Brother"
4. "Sunshine Life for Me (Sail Away Raymond)" (George Harrison)
5. "The Legend of Andrew McCrew"

Lato B
1. "Wonderful Baby"
2. "You Have Lived"
3. "Great Big Man"
4. "Tangled (Like a Spider in Her Hair)"
5. "Crying in the Chapel" (Artie Glenn)
6. "Did You Know"